# Neuville-lès-This
Neuville-lès-This é uma comuna francesa na região administrativa de Grande Leste, no departamento das Ardenas. Estende-se por uma área de 7,74 km². Em 2010 a comuna tinha 389 habitantes (densidade: 50,3 hab./km²).